# 1 000 kilomètres du Mugello 1983
Navigation
Édition précédente Édition suivante
Les 1 000 kilomètres du Mugello 1983, disputées le 23 octobre 1983 sur le Circuit du Mugello ont été la huitième et dernière manche du Championnat d'Europe des voitures de sport 1983.

## La course

### Classement de la course
Voici le classement officiel au terme de la course,.
- Les premiers de chaque catégorie du championnat du monde sont signalés par un fond jaune.
- Pour la colonne Pneus, il faut passer le curseur au-dessus du modèle pour connaître le manufacturier de pneumatiques.
- Les voitures ne réussissant pas à parcourir 75% de la distance du gagnant sont non classées (NC).

| Pos  | Classe | no | Écurie                                  | Pilotes                                           | Châssis                             | Pneus | Tours | Temps                   |
| Pos  | Classe | no | Écurie                                  | Pilotes                                           | Moteur                              | Pneus | Tours | Temps                   |
| ---- | ------ | -- | --------------------------------------- | ------------------------------------------------- | ----------------------------------- | ----- | ----- | ----------------------- |
| 1    | C      | 8  | Marlboro Joest Racing                   | Bob Wollek Stefan Johansson                       | Porsche 956                         | D     | 187   | 6 h 00 min 00 s 350     |
| 1    | C      | 8  | Marlboro Joest Racing                   | Bob Wollek Stefan Johansson                       | Porsche Type-935 2,6 l Flat-6 Turbo | D     | 187   | 6 h 00 min 00 s 350     |
| 2    | C      | 4  | Martini Lancia                          | Riccardo Patrese Alessandro Nannini               | Lancia LC2                          | D     | 184   | + 3 tours               |
| 2    | C      | 4  | Martini Lancia                          | Riccardo Patrese Alessandro Nannini               | Ferrari 263C 2,6 l V8 Turbo         | D     | 184   | + 3 tours               |
| 3    | C      | 14 | GTi Engineering / Canon Racing          | Derek Bell Jonathan Palmer Henri Toivonen         | Porsche 956                         | D     | 180   | + 7 tours               |
| 3    | C      | 14 | GTi Engineering / Canon Racing          | Derek Bell Jonathan Palmer Henri Toivonen         | Porsche Type-935 2,6 l Flat-6 Turbo | D     | 180   | + 7 tours               |
| 4    | C      | 11 | John Fitzpatrick Racing                 | Thierry Boutsen John Fitzpatrick David Hobbs      | Porsche 956                         | G     | 179   | + 8 tours               |
| 4    | C      | 11 | John Fitzpatrick Racing                 | Thierry Boutsen John Fitzpatrick David Hobbs      | Porsche Type-935 2,6 l Flat-6 Turbo | G     | 179   | + 8 tours               |
| 5    | C      | 18 | Boss Obermaier Racing                   | Axel Plankenhorn (de) Jürgen Lässig Hervé Regout  | Porsche 956                         | D     | 179   | + 8 tours               |
| 5    | C      | 18 | Boss Obermaier Racing                   | Axel Plankenhorn (de) Jürgen Lässig Hervé Regout  | Porsche Type-935 2,6 l Flat-6 Turbo | D     | 179   | + 8 tours               |
| 6    | C      | 12 | D. Schornstein R.T. Aachen Joest Racing | Volkert Merl Gianpiero Moretti Dieter Schornstein | Porsche 956                         | D     | 177   | + 10 tours              |
| 6    | C      | 12 | D. Schornstein R.T. Aachen Joest Racing | Volkert Merl Gianpiero Moretti Dieter Schornstein | Porsche Type-935 2,6 l Flat-6 Turbo | D     | 177   | + 10 tours              |
| 7    | C      | 57 | Scuderia Sivama                         | "Gimax" Oscar Larrauri                            | Lancia LC1                          | D     | 169   | + 18 tours              |
| 7    | C      | 57 | Scuderia Sivama                         | "Gimax" Oscar Larrauri                            | Lancia 1,4 l I4 Turbo               | D     | 169   | + 18 tours              |
| 8    | C      | 34 | Cheetah Automobiles Switzerland         | Loris Kessel Laurent Ferrier                      | Cheetah G603 (en)                   | ?     | 165   | + 22 tours              |
| 8    | C      | 34 | Cheetah Automobiles Switzerland         | Loris Kessel Laurent Ferrier                      | Ford Cosworth DFL 4,0 l V8 Atmo     | ?     | 165   | + 22 tours              |
| 9    | C      | 58 | Scuderia Sivama                         | Mario Caliceti Franco Cunico                      | Lancia LC1                          | D     | 165   | + 22 tours              |
| 9    | C      | 58 | Scuderia Sivama                         | Mario Caliceti Franco Cunico                      | Lancia 1,4 l I4 Turbo               | D     | 165   | + 22 tours              |
| 10   | C      | 13 | Courage Compétition                     | Yves Courage Aldo Bertuzzi (en) Gianni Giudici    | Cougar C01B                         |       | 157   | + 30 tours              |
| 10   | C      | 13 | Courage Compétition                     | Yves Courage Aldo Bertuzzi (en) Gianni Giudici    | Ford Cosworth DFL 3,3 l V8 Atmo     |       | 157   | + 30 tours              |
| 11   | B      | 89 | Jens Winther Team Castrol               | Jens Winther David Mercer Lars-Viggo Jensen (pl)  | BMW M1                              | D     | 156   | + 31 tours              |
| 11   | B      | 89 | Jens Winther Team Castrol               | Jens Winther David Mercer Lars-Viggo Jensen (pl)  | BMW M88/1 3,5 l I6 Atmo             | D     | 156   | + 31 tours              |
| 12   | B      | 90 | Racing Team Jürgensen GmbH              | Hans Christian Jürgensen Helmut Gall Edgar Dören  | BMW M1                              | D     | 156   | + 31 tours              |
| 12   | B      | 90 | Racing Team Jürgensen GmbH              | Hans Christian Jürgensen Helmut Gall Edgar Dören  | BMW M88/1 3,5 l I6 Atmo             | D     | 156   | + 31 tours              |
| 13   | B      | 93 | Charles Ivey Racing                     | Paul Smith (en) David Ovey Margie Smith-Haas      | Porsche 930                         | A     | 151   | + 36 tours              |
| 13   | B      | 93 | Charles Ivey Racing                     | Paul Smith (en) David Ovey Margie Smith-Haas      | Porsche Type-930 3,3 l Flat-6 Turbo | A     | 151   | + 36 tours              |
| 14   | C      | 59 | Auto Elite                              | Carlo Pietromarchi (de) Marcello Gallo "Spiffero" | De Tomaso Pantera C                 | D     | 151   | + 36 tours              |
| 14   | C      | 59 | Auto Elite                              | Carlo Pietromarchi (de) Marcello Gallo "Spiffero" | Ford 5,7 l V8 Atmo                  | D     | 151   | + 36 tours              |
| 15   | B      | 92 | Georg Memminger (de)                    | Georg Memminger (de) Heinz Kuhn-Weiss (de)        | Porsche 930                         | A     | 147   | + 40 tours              |
| 15   | B      | 92 | Georg Memminger (de)                    | Georg Memminger (de) Heinz Kuhn-Weiss (de)        | Porsche Type-930 3,3 l Flat-6 Turbo | A     | 147   | + 40 tours              |
| 16   | B      | 99 | Strandell Racing                        | Kenneth Leim Tomas Kaiser (en)                    | Porsche 930                         |       | 142   | + 45 tours              |
| 16   | B      | 99 | Strandell Racing                        | Kenneth Leim Tomas Kaiser (en)                    | Porsche Type-930 3,3 l Flat-6 Turbo |       | 142   | + 45 tours              |
| 17   | B      | 96 | Lateste Racing (de)                     | Michel Lateste (de) Michel Bienvault              | Porsche 930                         | M     | 140   | + 47 tours              |
| 17   | B      | 96 | Lateste Racing (de)                     | Michel Lateste (de) Michel Bienvault              | Porsche Type-930 3,3 l Flat-6 Turbo | M     | 140   | + 47 tours              |
| Abd. | C Jr.  | 63 | Jolly Club                              | Carlo Facetti Martino Finotto Guido Daccò (en)    | Alba AR2 (de)                       | P     | 152   | Suspension              |
| Abd. | C Jr.  | 63 | Jolly Club                              | Carlo Facetti Martino Finotto Guido Daccò (en)    | Giannini Carma FF 1,9 l I4 Turbo    | P     | 152   | Suspension              |
| Abd. | C      | 6  | Mirabella Racing                        | Paolo Barilla Giorgio Francia                     | Lancia LC2                          | D     | 145   | Différentiel            |
| Abd. | C      | 6  | Mirabella Racing                        | Paolo Barilla Giorgio Francia                     | Ferrari 263C 2,6 l V8 Turbo         | D     | 145   | Différentiel            |
| Abd. | C      | 5  | Martini Lancia                          | Piercarlo Ghinzani Hans Heyer                     | Lancia LC2                          | D     | 130   | Moteur                  |
| Abd. | C      | 5  | Martini Lancia                          | Piercarlo Ghinzani Hans Heyer                     | Ferrari 263C 2,6 l V8 Turbo         | D     | 130   | Moteur                  |
| Abd. | B      | 91 | Racing Team Jürgensen GmbH              | Dudley Wood Walter Mertes Helmut Gall             | BMW M1                              | D     | 114   | Courroie de ventilateur |
| Abd. | B      | 91 | Racing Team Jürgensen GmbH              | Dudley Wood Walter Mertes Helmut Gall             | BMW M88/1 3,5 l I6 Atmo             | D     | 114   | Courroie de ventilateur |
| Abd. | C      | 17 | Tiga Race Cars                          | Neil Crang Gordon Spice                           | Tiga GC83                           | A     | 61    | Sortie de piste         |
| Abd. | C      | 17 | Tiga Race Cars                          | Neil Crang Gordon Spice                           | Chevrolet 5,0 l V8 Atmo             | A     | 61    | Sortie de piste         |
| Abd. | C Jr.  | 64 | Hubert Striebig                         | Hubert Striebig Jacques Heuclin                   | Sthemo SM01                         | D     | 19    | Panne sèche             |
| Abd. | C Jr.  | 64 | Hubert Striebig                         | Hubert Striebig Jacques Heuclin                   | BMW 2,2 l I4                        | D     | 19    | Panne sèche             |
| Abd. | C      | 56 | Kannacher GT Racing                     | Maurizio Micangeli (de) Harald Grohs              | URD C81                             | D     | 2     | Moteur                  |
| Abd. | C      | 56 | Kannacher GT Racing                     | Maurizio Micangeli (de) Harald Grohs              | BMW M88/1 3,5 l I6 Atmo             | D     | 2     | Moteur                  |

## Pole position et record du tour
- Pole position :  Jonathan Palmer (#14 GTi Engineering / Canon Racing) en 1 min 41 s 740
- Meilleur tour en course :  Thierry Boutsen (#11 John Fitzpatrick Racing) en 1 min 47 s 720

## À noter
- Longueur du circuit : 5,245 km
- Distance parcourue par les vainqueurs : 980,815 km